# Sharon O'Neill
Sharon Lea O'Neill (Nelson, 23 novembre 1952) è una cantautrice neozelandese.

## Biografia
Sharon  O'Neill, tra il 1979 e il 1987, ha piazzato quattro album nella classifica neozelandese e quattro nella australiana: in particolare, il suo album eponimo ha raggiunto la 3ª posizione in madrepatria, dove Foreign Affairs è stato invece certificato disco d'oro. Nel corso della sua carriera la cantante ha vinto cinque New Zealand Music Awards. Nel 2017 le è stato conferito il Legacy Award alla medesima premiazione.

## Discografia

### Album in studio
- 1979 – This Heart This Song
- 1980 – Sharon O'Neill
- 1981 – Maybe
- 1983 – Foreign Affairs
- 1987 – Danced in the Fire
- 1990 – Sassafrass!

### Album dal vivo
- 2001 – Live in Paradise (con le When the Cat's Away)

### Raccolte
- 1984 – So Far
- 1991 – The Very Best of Collette and Sharon O'Neill (con Collette)
- 2005 – The Best of Sharon O'Neill
- 2014 – Words: The Very Best of Sharon O'Neill

### EP
- 1982 – Smash Place
- 1988 – Four Play: Volume 18

### Singoli
- 1972 – Love Song
- 1978 – Luck's on Your Table
- 1979 – Don't Say No to Tomorrow
- 1979 – Words
- 1979 – Baby Don't Fight
- 1980 – Don't Let Love Go (con Jon Stevens)
- 1980 – Asian Paradise
- 1980 – How Do You Talk to Boys
- 1981 – Waiting for You
- 1981 – Maybe
- 1982 – For All the Tea in China
- 1983 – Losing You
- 1983 – Maxine
- 1983 – Danger
- 1984 – Power
- 1987 – Physical Favours
- 1988 – We Danced in the Fire
- 1988 – Shock to the Heart / We're Only Human
- 1989 – Water for the Flowers (con Doug Parkinson)
- 1990 – Satin Sheets
- 1991 – Poster Girl
- 2001 – Asian Paradise (con le When the Cat's Away)